# ليجيونو
ليجيونو هي بلدية تقع في مقاطعة فريزة بلومبارديا ، في إيطاليا.
فهي مسقط رأس لويجي ريفا ، لاعب كرة القدم في نادي كالياري وإيطاليا. ولقد توفي فيها التينور الأوبرالي الإيطالي العظيم جوزيبي بورجاتي بعد تقاعده في عام 1950.

## المعالم السياحية الرئيسية
يعتبر فندق فراتسيوني رينو موطنًا لمنسك سانتا كاترينا ديل ساسو الذي يطل على بحيرة ماجوري. وتقول التقاليد المحلية أنه يعود إلى القرن الثاني عشر وقد أسّسه الناسك ألبرتو بيسوزي. وعلى الرغم من أنه لا يزال يستخدم كدير ، إلا أنه يعمل بشكل أساسي كموقع جذب سياحي وموقع للحج.